# 开佛镇
开佛镇，是中华人民共和国四川省宜宾市长宁县曾经下辖的一个镇。2019年8月，撤销开佛镇，将其所属行政区域划归长宁镇管辖。

## 行政区划
开佛镇撤销前下辖以下地区：
佛来社区、佛梨社区村、顺河村、两合村、羊五村、新活村、马村、元田村、大土村、龙君村、星月村和龙门村。